# Clasmatocolea amplectens
Clasmatocolea amplectens là một loài rêu tản trong họ Geocalycaceae. Loài này được (Mitt.) J.J. Engel miêu tả khoa học lần đầu tiên năm 1990.